# Mars Attacks!
Mars Attacks! (titulada de la misma forma en España y ¡Marcianos al ataque! en Hispanoamérica) es una película estadounidense de comedia y ciencia ficción estrenada en 1996, dirigida por Tim Burton. La historia está basada en la serie de cromos Mars Attacks de la marca Topps, lanzada por primera vez en 1962. 
La película cuenta con un reparto coral repleto de conocidas estrellas como Jack Nicholson, Glenn Close, Pierce Brosnan, Annette Bening, Danny DeVito, Sarah Jessica Parker, Martin Short, Natalie Portman, Rod Steiger, Michael J. Fox, Jim Brown, Jack Black, Christina Applegate y la actuación especial de Tom Jones. Es una parodia de las películas de ciencia ficción de serie B de los años 50, con elementos de comedia negra y sátira política.
Burton y el guionista Jonathan Gems empezaron a desarrollar la idea de Mars Attacks! en 1993, y la Warner Bros. adquirió los derechos cinematográficos de la serie de cromos en nombre de Burton. Cuando Gems terminó su primer borrador de guion en 1994, la Warner encargó hacer revisiones a Gems, Burton, Martin Amis, Scott Alexander y Larry Karaszewski para intentar reducir el presupuesto de la película a 60 millones de dólares, que finalmente fueron 80, más otros 20 que gastó la Warner en la campaña de publicidad. El rodaje tuvo lugar entre febrero y noviembre de 1996. La película se hizo conocida por el sonido característico de los marcianos al hablar, que se consiguió poniendo en reverso una grabación del graznido de un pato.
Los efectos especiales fueron encargados a Industrial Light & Magic, que creó a los marcianos mediante animación por ordenador, tras desechar la idea original de usar stop motion, debido a las limitaciones del presupuesto. Mars Attacks! se estrenó en Estados Unidos el 13 de diciembre de 1996, recibiendo críticas variadas y logrando una recaudación total de 101 millones de dólares, lo que no se consideró un buen resultado. La película fue nominada al Premio Hugo a la mejor representación dramática y consiguió múltiples nominaciones a los Premios Saturn.

## Trama
Cuando los marcianos rodean la Tierra con una gigantesca flota de platillos volantes, el presidente de los Estados Unidos, James Dale (Jack Nicholson), acompañado por su Secretario de Prensa, Jerry Ross (Martin Short), su asesor científico, el profesor Donald Kessler (Pierce Brosnan) y sus asesores militares, los generales Decker (Rod Steiger) y Casey (Paul Winfield), dirige un discurso a la nación acerca del histórico evento. La gente de todo el país recibe la noticia, incluyendo a los presentadores de noticias de Nueva York, los trabajadores y clientes del Hotel Luxor de Las Vegas y la familia Norris en Kansas. Los asesores científicos del Presidente organizan un primer encuentro con los marcianos en Pahrump, Nevada. Mediante un traductor universal se logra descifrar el mensaje de los marcianos, que dicen venir en son de paz. Pero cuando un hippie suelta una paloma como símbolo de paz, los marcianos la derriban de un disparo y a continuación masacran a la mayoría de la multitud congregada, incluyendo al general Casey, el periodista Jason Stone (Michael J. Fox) y el joven soldado Billy-Glenn Norris (Jack Black), y capturan a la reportera Nathalie Lake (Sarah Jessica Parker) y a su perro chihuahua, Poppy, llevándolos a bordo de una nave e intercambiando sus cabezas como experimento.
Pensando que el percance se ha debido a un malentendido cultural, el presidente encarga al profesor Kessler continuar las negociaciones con los marcianos, cuyo embajador es invitado a hablar en el Congreso. Una vez allí, los marcianos vuelven a atacar y matan a la mayor parte de los miembros del Congreso. Kessler pide al embajador marciano que detenga la masacre, pero los marcianos lo dejan inconsciente de un golpe y se lo llevan a bordo de su nave, donde lo someten a un experimento, desmembrando su cuerpo y manteniendo su cabeza con vida. El general Decker intenta convencer al Presidente de combatir a los marcianos con una guerra nuclear, pero este se niega. Más tarde, Jerry deja entrar a un marciano disfrazado como una bella joven (Lisa Marie) en la Casa Blanca. Cuando Jerry intenta seducir al marciano confundiéndolo con una mujer, este le arranca el dedo de un mordisco y cuando intenta pedir ayuda, le mata golpeándole en la cabeza con una escultura de bronce. El marciano intenta asesinar al Presidente, pero no lo consigue y es abatido por el Servicio Secreto. En ese momento, los marcianos inician una invasión a escala mundial, destruyendo ciudades y monumentos como el Big Ben, la Torre Eiffel, el Taj Mahal, el Monumento a Washington, los moáis de la Isla de Pascua y el Monte Rushmore (sustituyendo las cabezas de los presidentes con cabezas de marcianos).
Cuando los marcianos atacan la Casa Blanca, la primera dama Marsha Dale (Glenn Close) muere aplastada por una lámpara de araña derribada por la pistola de rayos de uno de ellos. En el refugio del Presidente, el general Decker intenta protegerle enfrentándose a los marcianos, pero estos le disparan un rayo que le reduce al tamaño de un insecto y le matan pisando sobre él. El Presidente intenta una vez más firmar la paz, y parece convencer al emperador marciano, pero este le da a estrechar al Presidente una mano falsa que le empala a través del pecho y a continuación se abre mostrando una bandera de Marte. 
Mientras los marcianos arrasan Las Vegas, Byron Williams (Jim Brown), un boxeador retirado que trabaja en un casino, guía a un pequeño grupo de supervivientes que incluye al cantante Tom Jones hasta un aeródromo con la esperanza de poder escapar de allí en un avión. Pero los marcianos tienen rodeada la pista de despegue y Byron decide enfrentarse a ellos para que los otros puedan escapar. Los marcianos acaban rodeando a Byron y le vencen, mientras el resto del grupo logra escapar. 
Richie Norris (Lukas Haas), un joven de Kansas y hermano pequeño de Billy-Glenn, abandona la caravana donde vive con su familia para ir a rescatar a su abuela, Florence (Sylvia Sidney), pero sus padres mueren cuando la caravana es aplastada por un robot gigante manejado por un marciano. Richie descubre que el cerebro de los marcianos explota cuando oyen la canción Indian Love Call de Slim Whitman, y él y su abuela emiten la canción por la radio para acabar con los marcianos. El ejército descubre esta técnica y empieza a emitir la canción por todo el mundo, matando a la mayoría de los marcianos y haciendo huir de la Tierra a los pocos supervivientes. Nathalie y Kessler mueren cuando la nave en la que se encuentran se hunde en el océano, pero no antes de que sus cabezas declaren su amor y se besen. Richie y su abuela reciben la Medalla de Honor de manos del único miembro superviviente del gobierno, Taffy (Natalie Portman), la hija adolescente del Presidente, en una ceremonia en la que una banda de mariachis interpreta The Star-Spangled Banner ante las ruinas del Capitolio. Mientras los estadounidenses empiezan a reparar todos los daños causados, Byron, que ha sobrevivido a su enfrentamiento con los marcianos, llega a su casa para reunirse con su familia. La película finaliza con una escena en la que Tom Jones celebra la victoria cantando su famoso sencillo "It's Not Unusual" acompañado de varios animales.

## Reparto
- Jack Nicholson - Presidente James Dale / Art Land
- Glenn Close - primera dama Marsha Dale
- Annette Bening - Barbara Land
- Pierce Brosnan - Profesor Donald Kessler
- Danny DeVito - Jugador de Las Vegas
- Martin Short - Secretario de Prensa Jerry Ross
- Sarah Jessica Parker - Nathalie Lake
- Michael J. Fox - Jason Stone
- Rod Steiger - General Decker
- Tom Jones - Él mismo
- Jim Brown - Byron Williams
- Lukas Haas - Richie Norris
- Sylvia Sidney - Abuela Florence Norris
- Natalie Portman - Taffy Dale
- Lisa Marie - Marciana
- Pam Grier - Louise Williams
- Joe Don Baker - Sr. Norris
- O-Lan Jones - Sra. Norris
- Jack Black - Billy-Glenn Norris
- Ray J - Cedric Williams
- Brandon Hammond - Neville Williams
- Brian Haley - Mitch
- Christina Applegate - Sharona
- Jerzy Skolimowski - Dr. Zeigler
- Paul Winfield - General Casey
- Barbet Schroeder - Maurice, presidente de Francia

## Producción

### Guion
Jonathan Gems, quien había escrito con anterioridad varios guiones para el director/productor Tim Burton que no llegaron a producirse, tuvo la idea de hacer una adaptación cinematográfica de las cartas intercambiables Mars Attacks en 1993. Gems le presentó los proyectos de Mars Attacks y Dinosaurs Attack! a Burton, y concluyeron que Dinosaurs Attack! sería demasiado similar a la cinta Jurassic Park (1993); por lo que optaron por Mars Attacks.
El director, que en ese entonces trabajaba en Ed Wood (1994), vio en Mars Attacks! una oportunidad para rendir homenaje a las películas de Edward D. Wood Jr., especialmente Plan 9 del espacio exterior (1959), y otras cintas de ciencia ficción de los años 1950, como Invasores de Marte (1953), It Came from Outer Space (1953), La Guerra de los Mundos (1953), Target Earth (1954), Invasion of the Body Snatchers (1956) y Earth vs. the Flying Saucers (1956).
Burton acordó la realización del proyecto con Warner Bros. y el estudio compró los derechos cinematográficos de las cartas en su nombre. El estreno de la película fue planeado para el verano de 1996. Gems finalizó su guion en 1994, cuyo presupuesto fue estimado por Warner Bros. en unos 260 millones de dólares, pero el estudio tenía planeado hacer la cinta por un máximo de 60 millones.
Después de escribir numerosos borradores con el fin de reducir el presupuesto, Gems fue reemplazado por los guionistas de Ed Wood, Scott Alexander y Larry Karaszewski. Martin Amis también fue contratado para reescribir el guion, pero luego explicó que si bien "me gustó [la película], no contenía ni una palabra de lo que yo escribí".
Gems finalmente regresó al proyecto, y escribió un total de doce borradores del guion. Aunque se le acredita tanto por la historia como por el guion de Mars Attacks!, Gems dedicó la adaptación de la película a Burton, quien "co-escribió el guion y no pidió un crédito".
Warner Bros. no estaba seguro acerca del diálogo de los marcianos y le solicitó a Burton que agregara subtítulos, pero él se negó. Trabajando con Burton, Gems redujo los 60 personajes principales de la película a 23, y la destrucción mundial planificada para la cinta fue limitada a tres ciudades principales. 
Las escenas que mostraban a los marcianos atacando China, Filipinas, Japón, Europa, África, India y Rusia fueron eliminadas del guion. Ante estos hechos Gems comentó: "Deben tener en cuenta que esto fue antes que Independence Day (1996) fuese escrita [...] Nosotros teníamos escenas como un Manhattan siendo destruido edificio a edificio, al igual que la Casa Blanca y el edificio Empire State. Warner Bros. pensó que esto sería demasiado caro, así que cortamos esas partes para reducir costes".
Howard Stern dijo que el final de la película, en el que los marcianos son vencidos con música de Slim Whitman, se le ocurrió originalmente a él cuando trabajaba en la WNBC en 1982, en un sketch titulado Slim Whitman vs. The Midget Aliens From Mars. Cuando Burton escuchó el fragmento mientras era entrevistado por Stern, lo consideró una simple coincidencia.

### Casting
La idea de contratar a un reparto coral lleno de actores conocidos para la película se asemeja a lo hecho por Irwin Allen en sus películas de catástrofes como La aventura del Poseidón (1972) y The Towering Inferno (1974).
Warren Beatty fue escogido en un principio para interpretar al presidente Dale, pero rechazó el papel. Beatty fue reemplazado por Paul Newman, quien posteriormente consideró hacer otro papel, pero dejó el proyecto debido a problemas relacionados con la violencia de la película. Michael Keaton también fue considerado. Tras esto, la producción contactó con Jack Nicholson, quien en tono de broma dijo que quería interpretar todos los papeles. Burton aceptó contratar a Nicholson para que interpretara a Art Land y al presidente Dale, debido principalmente la buena relación que mantuvieron trabajando juntos en Batman (1989).
La actriz Susan Sarandon fue considerada para interpretar a Barbara Land, pero el papel fue finalmente asignado a Annette Bening, quien basó su personaje en la actuación de Ann-Margret en la película Viva Las Vegas (1964).
Hugh Grant fue la primera opción para interpretar al profesor Donald Kessler, rol que obtuvo finalmente Pierce Brosnan. Las actrices Meryl Streep, Diane Keaton y Stockard Channing fueron consideradas para hacer el papel de la primera dama Marsha Dale, pero finalmente Glenn Close recibió el rol.
Además de Jack Nicholson, que había actuado en Batman, otros actores que volvieron a trabajar con Burton en Mars Attacks! fueron Sylvia Sidney de Beetlejuice (1988), Sarah Jessica Parker  de Ed Wood (1994), O-Lan Jones de Edward Scissorhands (1990), y Danny DeVito de Batman Returns (1992), continuando la costumbre de Burton de volver a trabajar con actores de sus anteriores películas. Mars Attacks! fue también una de las raras ocasiones en las que Johnny Depp ha rechazado trabajar en una película de Burton. Le fue ofrecido el papel del periodista Jason Stone, que finalmente fue interpretado por Michael J. Fox.

### Rodaje
La filmación de la película iba a comenzar originalmente a mediados de agosto de 1995, pero se retrasó hasta el 26 de febrero de 1996. Tim Burton contrató a Peter Suschitzky como director de fotografía ya que admiraba su trabajo en las películas de David Cronenberg. Thomas Wynn, quien estaba a cargo del diseño de producción, creó la sala de mando de la película como un homenaje a la que aparece en Dr. Strangelove (1964). Durante la producción, Burton insistió en que la dirección artística, fotografía y diseño de vestuario de Mars Attacks! incorporaran el diseño de las cartas intercambiables de los años 60.
Al momento de diseñar el personaje de la marciana (interpretada por la entonces pareja de Burton, Lisa Marie) que seduce a Jerry Ross (Martin Short), la diseñadora de vestuario Colleen Atwood se basó en diversos elementos: las cartas intercambiables, la actriz Marilyn Monroe, las obras de Alberto Vargas, y la actriz Jane Fonda en la cinta Barbarella (1968).
El rodaje de la película finalizó el 1 de junio de 1996. La banda sonora fue compuesta por el colaborador habitual de Burton, Danny Elfman, quien volvió a trabajar con el director tras reconciliarse por una disputa surgida mientras trabajaban en The Nightmare Before Christmas (1993) y debido a la cual no trabajaron juntos en Ed Wood (1994). Steve Bartek, guitarrista del grupo Oingo Boingo, colaboró con Elfman en la creación de la música.

### Efectos especiales
Tim Burton había planeado originalmente crear a los marcianos de la película utilizando stop motion, como homenaje al trabajo de Ray Harryhausen en cintas como Jasón y los argonautas (1963). Al igual que en Beetlejuice, Burton "quería hacer que los efectos especiales parecieran lo más falsos y baratos posible". El director contactó con Henry Selick, director de The Nightmare Before Christmas, para que los ayudara en el proyecto, pero Selick se encontraba ocupado en la película James and the Giant Peach, también producida por Burton.
A pesar de que la Warner Bros. se mostraba escéptica con el creciente presupuesto y aún no había dado luz verde a la producción, Burton contrató al animador Barry Purves para supervisar el trabajo. Purves creó un equipo internacional de 70 animadores que trabajaron en Mars Attacks! durante ocho meses y empezaron a reunir grabaciones de las pruebas en Burbank, California. Los animadores estudiaron las coreografías y movimientos de Gloria Swanson en Sunset Boulevard como inspiración para el movimiento de los marcianos.
Cuando el presupuesto se elevó hasta 100 millones de dólares (Warner Bros. no quería más de 75 millones), Burton fue contactado por el productor Larry Franco, quien le sugirió utilizar animación por computadora para crear a las criaturas. El director se mostró dubitativo al principio, pero tras ver el trabajo de la compañía Industrial Light & Magic -responsable de cintas como Parque Jurásico y Jumanji- decidió utilizar ese tipo de animación en la película, que dejó el presupuesto en 80 millones. 
Una de las ideas de Burton fue que los marcianos no pestañearan, con el fin de otorgarles una apariencia más tétrica. Aunque Purves no recibió crédito por su trabajo, los supervisores del stop motion, Ian Mackinnon y Peter Saunders, que volverían a trabajar con Burton en Corpse Bride, si recibieron crédito en el diseño de personajes. Warner Digital Studios fue responsable de las escenas de destrucción global, las secuencias de las naves espaciales, el aterrizaje de los marcianos en Nevada y el robot gigante que persigue a Richie Norris en su pickup. Warner Digital también construyó maquetas del Big Ben y otros lugares.
La destrucción del hotel de Art Land es la grabación de la demolición real de un edificio, el Landmark Hotel and Casino, que Burton deseaba inmortalizar. El edificio, que fue una de las numerosas propiedades de Howard Hughes en Las Vegas, fue demolido en noviembre de 1995 y su emplazamiento es ahora parte del aparcamiento del Centro de Convenciones de Las Vegas.

## Estreno
La película fue considerada como un fracaso de taquilla en Estados Unidos, al recaudar 37 millones de dólares, muy por debajo de los 70 millones que tuvo de presupuesto. En Europa, en cambio, obtuvo una mejor respuesta tanto de la crítica como comercialmente. Mars Attacks! recaudó más de 100 millones de dólares a lo largo del mundo.
Varias personas notaron similitudes con la cinta Independence Day, que también fue estrenada en 1996. Ante estos comentarios el director Tim Burton agregó: "Fue sólo una coincidencia. Nadie me lo comentó. Me sorprendió lo similares que eran [..] pero supongo que es un género bastante básico. Independence Day tenía un tono distinto - era distinta en todo. Parecía casi como si hubiésemos hecho la versión de revista MAD de Independence Day". En enero de 1997, mientras Mars Attacks! continuaba su proyección en las salas de cine, USA Network adquirió los derechos de emisión por televisión de la película.

### Crítica
Mars Attacks! recibió una respuesta disímil por parte de la crítica cinematográfica. La cinta obtuvo un 46% de comentarios "frescos" en el sitio web Rotten Tomatoes, basado en un total de 56 comentarios. Por su parte, el sitio Metacritic calculó una puntuación de 52/100 basado en 19 comentarios.
El crítico estadounidense Roger Ebert la comparó a las cintas de ciencia ficción de los años 1950, sosteniendo que "el mismo Ed Wood nos podría haber dicho qué está mal en esta película: los realizadores se sintieron superiores al material. Para ser graciosos, aún los productos de segunda tienen que creer en sí mismos. Vean Infra-Man (1975) o Invasion of the Bee Girls (1973) y encontrarán películas que carecen de estrellas, grandes presupuestos y efectos especiales extravagantes, pero que son graciosas, y graciosas en una forma que la megaproducción de Burton jamás comprende".
Kenneth Turan del periódico Los Angeles Times escribió: "Mars Attacks! es todo el cinismo e incredulidad de la década de 1990, burlándose de las convenciones que Independence Day toma en serio. Todo esto suena bastante ingenioso pero la verdad es que Mars Attacks! no es tan divertida como debería ser. Pocos de sus numerosos actores hacen una impresión duradera, y el corazón y alma de Burton no están en el humor".
Desson Thomson de The Washington Post sostuvo que "Mars Attacks! evoca a muchos clásicos de la ciencia ficción, desde The Day the Earth Stood Still (1951) hasta Dr. Strangelove (1962), pero no hace mucho más que ese ejercicio superficial. Con la excepción de los sorpresivos chistes visuales de Burton (nunca podré reponerme de la visión de la cabeza de Sarah Jessica Parker injertada sobre el cuerpo de un chihuahueño), la comedia es material pedestre a medio desarrollar. Y la culminante batalla entre terrícolas y marcianos es aburrida y demasiado larga".
Por su parte, Richard Schickel de la revista Time escribió un comentario positivo acerca de la película: "Tienes que admirar las agallas de todos: la amplitud de las referencias cinematográficas de Burton (y del escritor Jonathan Gems), que se extienden desde Kurosawa hasta Kubrick; y sobre todo su negativa de ofrecernos un único personaje agradable. Tal vez no crearon suficientes terrícolas sumamente divertidos, pero una película de gran presupuesto de naturaleza mezquina es siempre una rareza apreciable".
Jonathan Rosenbaum del periódico Chicago Reader destacó su humor negro y surrealista, elementos que según el autor fueron influenciados por cintas como Dr. Strangelove y Gremlins (1984). Sostuvo además que estaba lejos de ser claro si la película era una sátira, aunque los críticos la describían como una.